# كوزيت

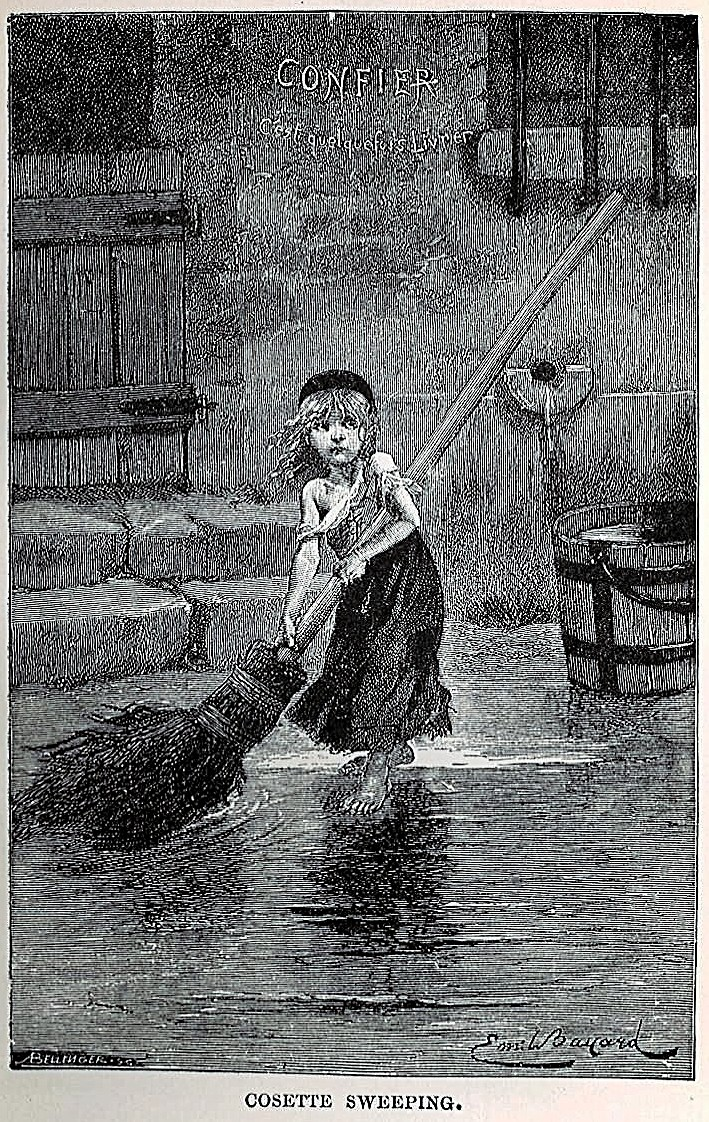
رسم توضيحي لكوزيت. الفنان هو إميل بايارد (1837-1891)

كوزيت (بالفرنسية: Cosette)‏ هي شخصية أدبية من رواية البؤساء. كوزيت هي الطفلة الوحيدة لفانتين والتي أنجبتها بعد علاقة فاشلة مع حبيبها الذي خذلها تولومييس. بعد ذهابها لمنزل تيناردييه تضطر للعمل هناك كخادمة بالرغم من صغر سنها. في يوم من الأيام، وبينما كانت في طريقها لجلب الماء في منتصف الليل لأن عائلة تيناردييه تحتاج الماء، كادت ان تقع في الينبوع، وإذا بشخص ما يمسكها وينقذها من الوقوع في الماء وهو جان فالجان بالصدفة، فيعرف أنها ابنة فانتين بعد سؤالها عن اسمها واسم أمها وعمرها وأين تسكن، ويدفع مبلغاً كبيراً لتينارديه مقابل أخذها على أنها حفيدته، فتعيش كوزيت مع هذا الرجل العظيم الذي انتشلها وأنقذها من بؤسها، ثم كبرت كوزيت والتقت بماريوس وأحبته كثيراً فتزوجا.

## الرمزية
اسم كوزيت يرمز إلى طلب العدالة، الثورة، فهو مرتبط بأوضاع ما قبل الثورة الفرنسية، أو أسباب الثورة الفرنسية، من حيث الزاوية التأريخية التعبيرية الأدبية.

## وصلات خارجية
- أغنية رائعة للثورة الفرنسية من فيلم البؤساء 2012